# Selaginella wattii
Selaginella wattii är en mosslummerväxtart som beskrevs av Bak.. Selaginella wattii ingår i släktet mosslumrar, och familjen mosslummerväxter. Inga underarter finns listade i Catalogue of Life.